# کربی استیون
longitudeکربی استیونlatitudeکربی استیون
کربی استیون (به انگلیسی: Kirkby Stephen) یک شهرک در بریتانیا است که در انگلستان واقع شده‌است.

## نگارخانه

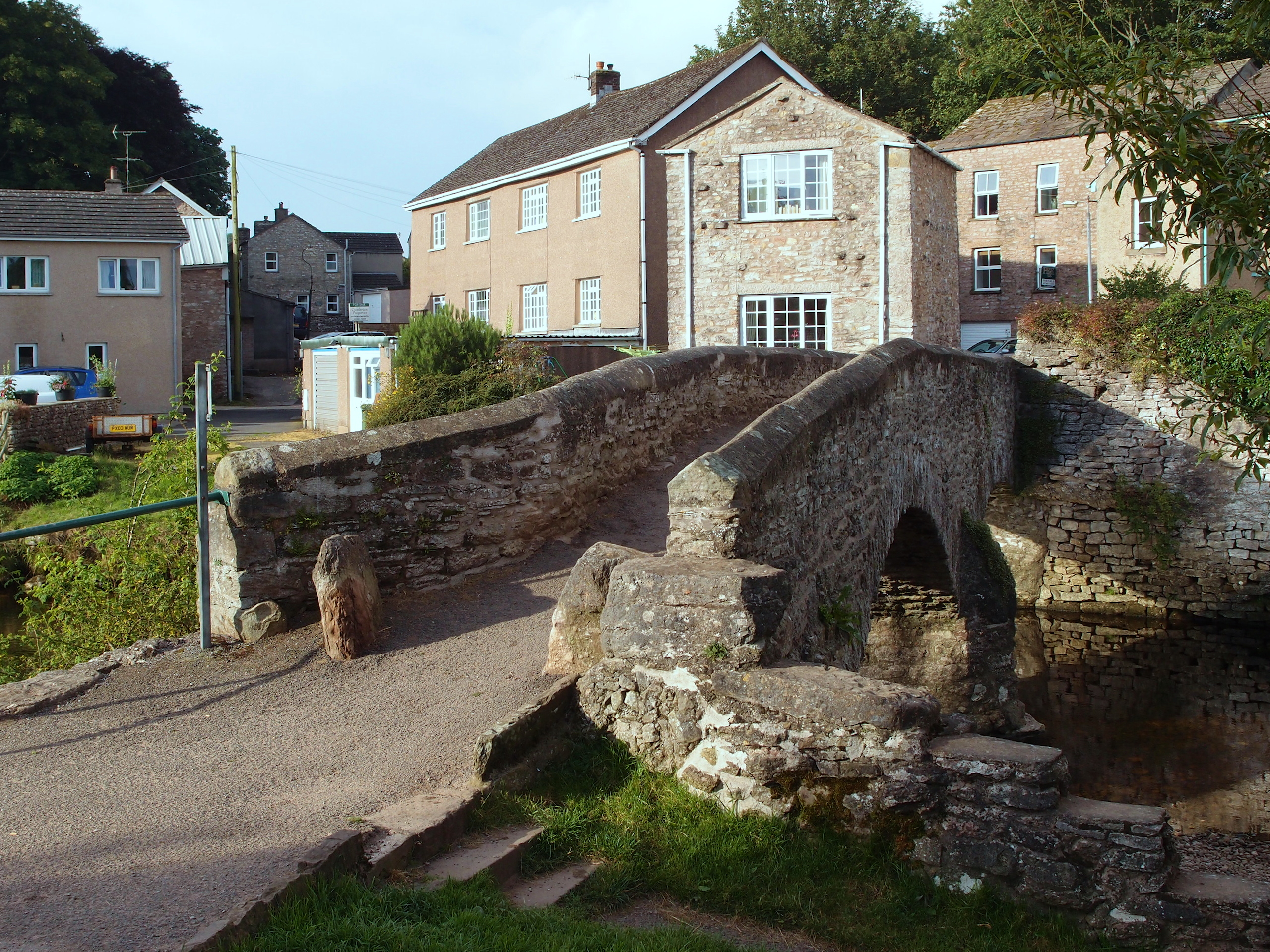
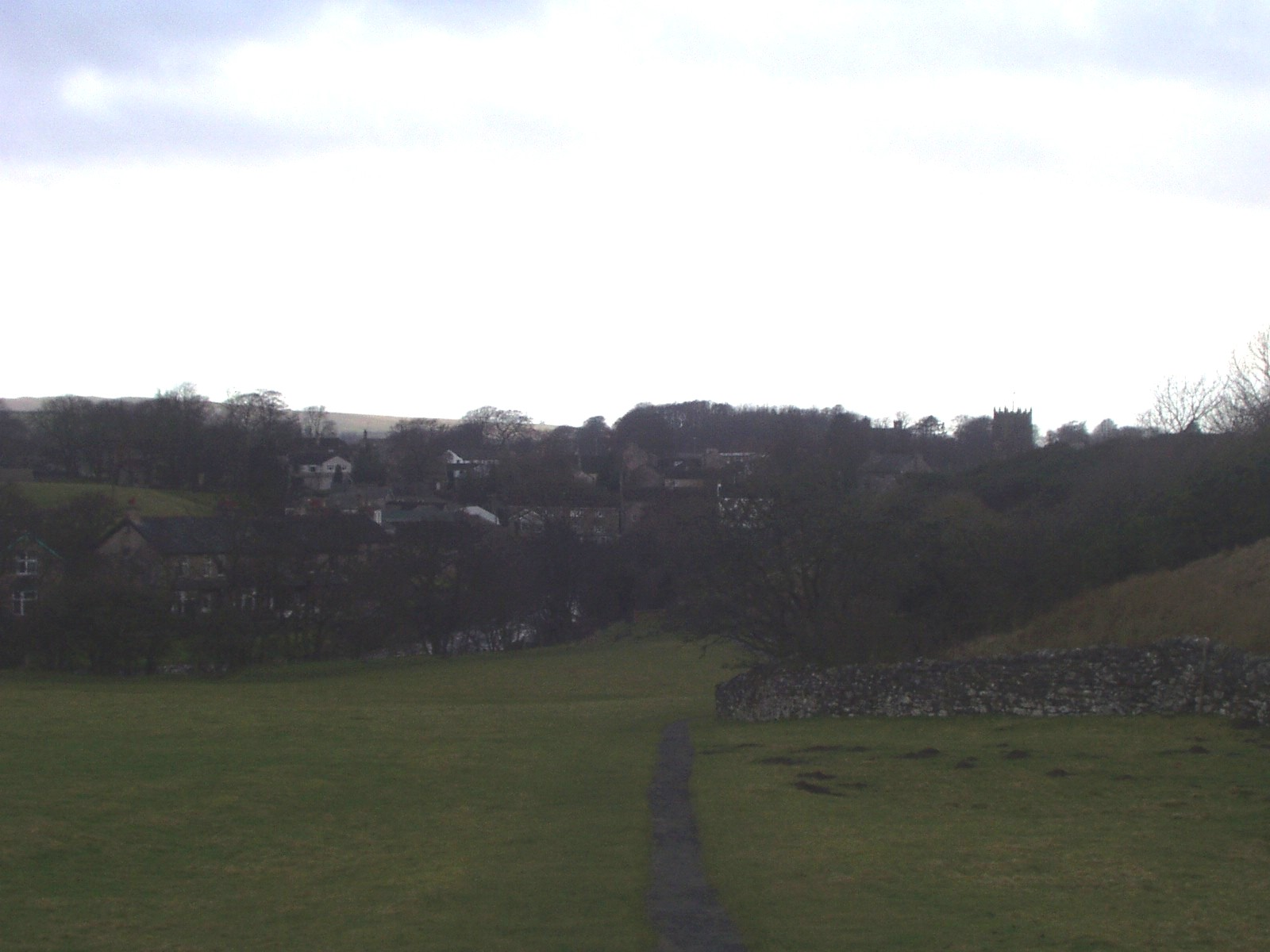
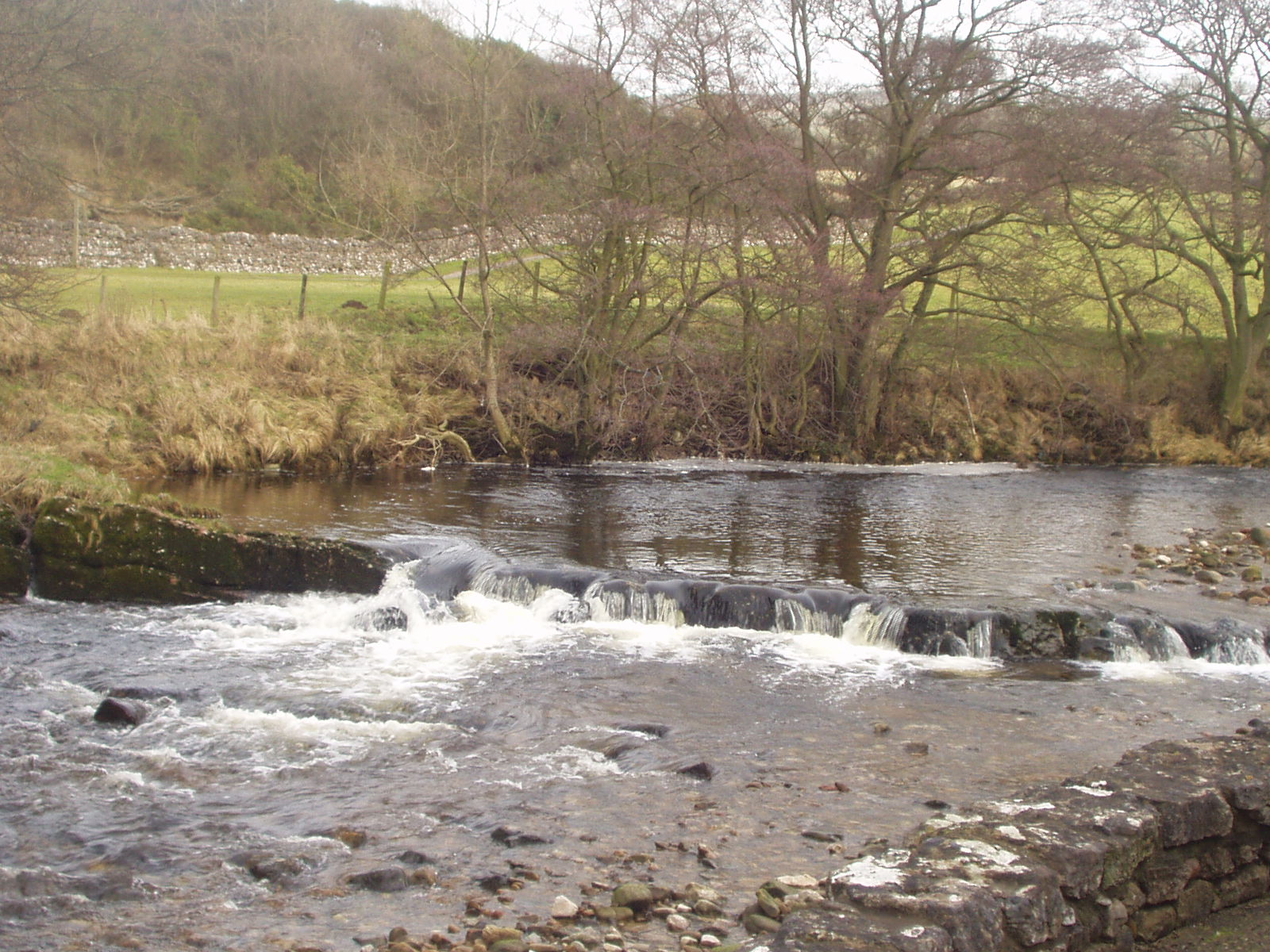

## خصوصیات
کربی استیون ۱٬۸۳۲ نفر جمعیت دارد.